# Los Toldos (Santa Cruz)
Los Toldos es un yacimiento arqueológico ubicado en la provincia de Santa Cruz (Argentina), en el cual se han encontrado restos de presencia humana que datan de hace casi 13.000 años. Cerca, en la misma región de la Patagonia, han sido encontrados los yacimientos prehistóricos Cueva de las Manos, Piedra Museo y El Ceibo, que también proporcionan variados artefactos líticos y de hueso.

## Cueva 3
La llamada Cueva 3 se encuentra al lado de un barranco. Su altura es de 1,90 m, su profundidad de 22 m, su anchura máxima de 20 m y mínima de 4 m. La entrada de la cueva tiene de aproximadamente 12 metros de ancho. Las excavaciones realizadas por el arqueólogo Augusto Cárdich y un equipo de especialistas y estudiantes de la Universidad de La Plata, han recuperado en la Cueva 3, doce estratos estratigráficos arqueológicos hasta la profundidad de dos metros:
- El primer estrato corresponde a una ocupación tehuelche. Los artefactos son pocos en número y representan la cultura tehuelche.
- El segundo estrato tiene muy pocos objetos arqueológicos.
- El tercer estrato reveló numerosos artefactos líticos que indican una ocupación más intensiva del sitio. Entre estos se encontraron puntas de proyectil, raederas, raspadores cortos y pequeños y huesos de guanacos, ciervos, zorros, roedores y aves.
- Los estratos cuatro y cinco corresponden a una erupción volcánica. De hecho, una capa de ceniza es estos niveles. No hay restos arqueológicos en estas dos capas llamadas "estériles".
- Los estratos seis y siete corresponden a la cultura conocida como "Casa Piedra" o "casapedrense", caracterizada por una mayor cantidad de herramientas líticas probablemente para la caza del guanaco. Esta cultura floreció hace 7.500 años en la Patagonia. Durante las excavaciones fueron halladas muchas hojas retocadas en los bordes, raederas grandes, raspadores y cuchillos.
- El estrato ocho es pobre en artefactos líticos. La cueva probablemente estuvo despoblada en esa época.
- Los estratos nueve y diez ofrecen una fuente importante de la cultura material conocido como "toldense". Se encontraron dos puntas bifaciales, otras puntas de lanza triangulares y delgadas, una gran cantidad de raederas y raspadores de gran tamaño. Los artefactos fueron datados por Carbono 14 entre 9.000 y 11.000 años. Fueron identificados huesos de guanaco, ñandú (Rhea americana) y caballos.
- Los estratos once y doce han ofrecido numerosos artefactos líticos, que datan de entre 11.000 años y 13.000 años. Entre estos objetos hay puntas unifaciales, grandes astillas de piedra más o menos trabajadas y poco retocadas en los bordes, algunos raspadores y raederas, todo lo cual implica una ocupación de cazadores adaptados a la estepa de la Patagonia. Cazan caballos como el Parahipparion y camélidos como los guanacos. Esta fase tecnológica favoreció el desarrollo posterior de la cultura toldense.[1]